# 午前中に…
『午前中に…』（ごぜんちゅうに…）は、2009年4月15日に吉田拓郎がリリースしたスタジオ・アルバム。

## 背景
2003年に発売された『月夜のカヌー』から6年1か月ぶりとなるスタジオ・アルバムで、エイベックス移籍後初のアルバムである。
1989年に発売された『ひまわり』以来、20年ぶりに拓郎が全作詞・作曲を手がけた作品。

## 記録
1999年に発売された『吉田拓郎 THE BEST PENNY LANE』以来9年5か月ぶり、通算19作目となるオリコンTOP10を果たした。63歳1か月でのTOP10入りは、小田和正が2007年に『自己ベスト-2』で記録した60歳4か月を上回る史上最年長記録となったが、小田が2011年に発売された『どーも』で最年長記録を塗り替える。

## 収録曲
- 全作詞・作曲：吉田拓郎

1. ガンバラナイけどいいでしょう
ストリングスアレンジ：瀬尾一三
コーラスアレンジ：瀬尾一三
  - アサヒビール『アサヒふんわり』CMソング
2. 歩こうね
コーラスアレンジ：宮下文一
3. フキの唄
コーラスアレンジ：宮下文一
4. 真夜中のタクシー
コーラスアレンジ：宮下文一
  - タクシーの車内での運転手と中年の男性客の会話という設定で、そのためセリフの部分が非常に多く、セリフの中にプロ野球選手の篠塚和典や阪神タイガース、プロゴルファーの上田桃子や宮里藍、石川遼が出てくる。

  - 2017年11月19日に放送されたニッポン放送の『吉田拓郎 ラジオでナイト』のコーナー内にて、この曲に言及する場面があった。拓郎はとあるライブ会場で歌った際、比山貴咏史、木戸やすひろ、若子内悦郎ら3人のコーラスが「『今後、どのツラ下げてコーラスの仕事をするんだ』というくらい適当だった」と、当時の音源と共に振り返った。特に木戸に至っては「お前、途中で歌いながら笑ってるじゃないか」と拓郎が苦言を呈するほどだった。
5. 季節の花
編曲：小倉博和
コーラスアレンジ：宮下文一
6. 今は恋とは言わない
7. ウィンブルドンの夢
ストリングスアレンジ：瀬尾一三
コーラスアレンジ：宮下文一
8. 早送りのビデオ
編曲：小倉博和
コーラスアレンジ：宮下文一
9. Fの気持ち
コーラスアレンジ：宮下文一
10. あなたを送る日
  - 2008年に亡くなり、1970年代に拓郎のマネージャー・プロデューサーを務めていた陣山俊一を偲んで作られた歌。

## 参加ミュージシャン
- Guitars:Hirokazu Ogura, Shigeru Suzuki, Nozomi Furukawa
- Drums:Eiji Shimamura, Masayuki Muraishi
- Bass:Hideki Matsubara, Chiharu Mikuzuki
- Keyboards:L-ton Nagata, Yasuharu Nakanishi
- Percussion:Izumi Misawa
- Chorus:Fumikazu Miyashita, Etsuro Wakashinai, Yasuhiro Kido, Kiyoshi Hiyama, Yuko Kawai, Yuiko Tsubokura, Junko Hirotani
- Strings:Osamu Iyoku Strings